# チャニング・ウィリアムズ
チャニング・ムーア・ウイリアムズ（Channing Moore Williams、中国語: 維廉、1829年7月18日 - 1910年12月2日）は、米国聖公会のアメリカ人宣教師、コロンビア大学神学博士。
中国での伝道活動のあと、1859年（安政6年）日本が開国する状況下、ジョン・リギンズとともにプロテスタント最初の宣教師として長崎に来日。長崎では高杉晋作に国際情勢や民主制度、大隈重信（第8・17代内閣総理大臣）、副島種臣（第4代内務大臣、第3代外務卿）らに英学を教え、「日本近代郵便の父」と呼ばれる前島密には郵便制度も教えるなど、日本の近代化、国際化に貢献した。母国語の英語のほか、中国語と日本語を修得した多言語話者である。
立教大学、立教女学院の創設者であり、日本各地に学校や教会を設立した。英国聖公会のエドワード・ビカステスと日本聖公会の組織を確立。日本聖公会の初代主教となり、聖公会の発展に力を尽くした。ホイットニー・バイブル塾では勝海舟とも親交を深めた。1889年（明治22年）主教を辞し、一牧者として関西で伝道に従事し、1908年（明治41年）に帰米するまで収入の全てを聖公会のために捧げた。その生き方は、「道を伝えて己を伝えず」の言葉を体現し、生まれ故郷のリッチモンドにある墓碑にも刻まれている。

## 生涯

### 出生・青年期
1829年7月18日、アメリカ合衆国東海岸のヴァージニア州リッチモンドで弁護士のジョン・グリーンとメリー・アニーの間に三男、第五子として生まれる。出生後まもなく同地の教会で洗礼を受け、その教会の牧師で当時の米国聖公会ヴァージニア教区の主教であったリチャード・チャニング・ムーアの名前から、洗礼名をチャニング・ムーアとした。
ウィリアムズが19歳になった頃、大学の学費を稼ぐためにケンタッキー州ヘンダーソンでウィリアムズの兄が経営している雑貨店にて働き始める。1850年、蓄えた学費でウィリアム・アンド・メアリー大学に入学する。
在学中の学長は、ウィリアムズが入学した前年の1849年に学長に就任したジョン・ジョーンズであった。ジョーンズはウィリアム・ミードが米国聖公会の第3代ヴァージニア教区主教に就任した翌年の1842年に同教区の補佐主教となり、1861年にミードが他界後、第4代ヴァージニア教区主教に就任し、以降1876年まで計35年間、同教区主教に在任した人物であった。1852年7月に、ウィリアムズは同期生のうち唯一の修士号（文学修士号）を取得し、優秀な成績で卒業。
同年秋にはヴァージニア神学校に入学する。ウィリアムズがヴァージニア神学校で学んでいた時期（1852年-1855年）に、同神学校で専任教授を務めていたのは、ジョセフ・パッカード、ウィリアム・スパロウ、ジェームズ・メイであった。スパロウは校長であり、組織神学とキリスト教証拠論の担当教授であり、メイは教会史と牧会学、教会政治の担当教授であった。ウィリアムズは卒業論文に『信仰義認』をテーマに選んだが、そこにはスパロウの影響が強くあったと推測されている。スパロウはアイルランドの出身で、聖公会が設立したコロンビア大学で学び、その間に米国聖公会の福音主義的指導者ジェームズ・ミルナーの影響を受けていた。この神学校在学中にウィリアムズは、海外で伝道する卒業生たちの報告などを聞き、伝道の情熱を養い、同じく卒業生で中国（当時・清）で活動する初代海外伝道主教のウィリアム・ジョーンズ・ブーンが1853年秋に神学校へ訪れたことから、海外への伝道を決意する。
1855年6月28日にヴァージニア神学校で卒業式が行われ、ウィリアムズはヴァージニア教区主教のウィリアム・ミードから卒業証書が授与された。ウィリアムズは翌日の6月29日にはアレクサンドリアのセント・ポール教会で、ミードによって執事に按手され、まもなく米国聖公会内外伝道協会で、神学校の同級生であったジョン・リギンズとともに中国への派遣を名乗り出て、受理される。

### 中国での伝道

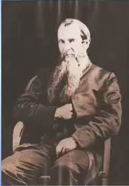
晩年のウィリアムズ

1855年11月30日に、オナイダ号でニューヨークを出港、リオデジャネイロとシドニーを経由し、出港からおよそ7か月かけて翌年の6月26日に上海へ到着する。上海に上陸して4日目から中国語の勉強を開始し、1日9時間の中国語特訓を受けて1年半後には日常会話どころか説教まで中国語で行ってしまうほどに上達した。

### 日本、長崎へ

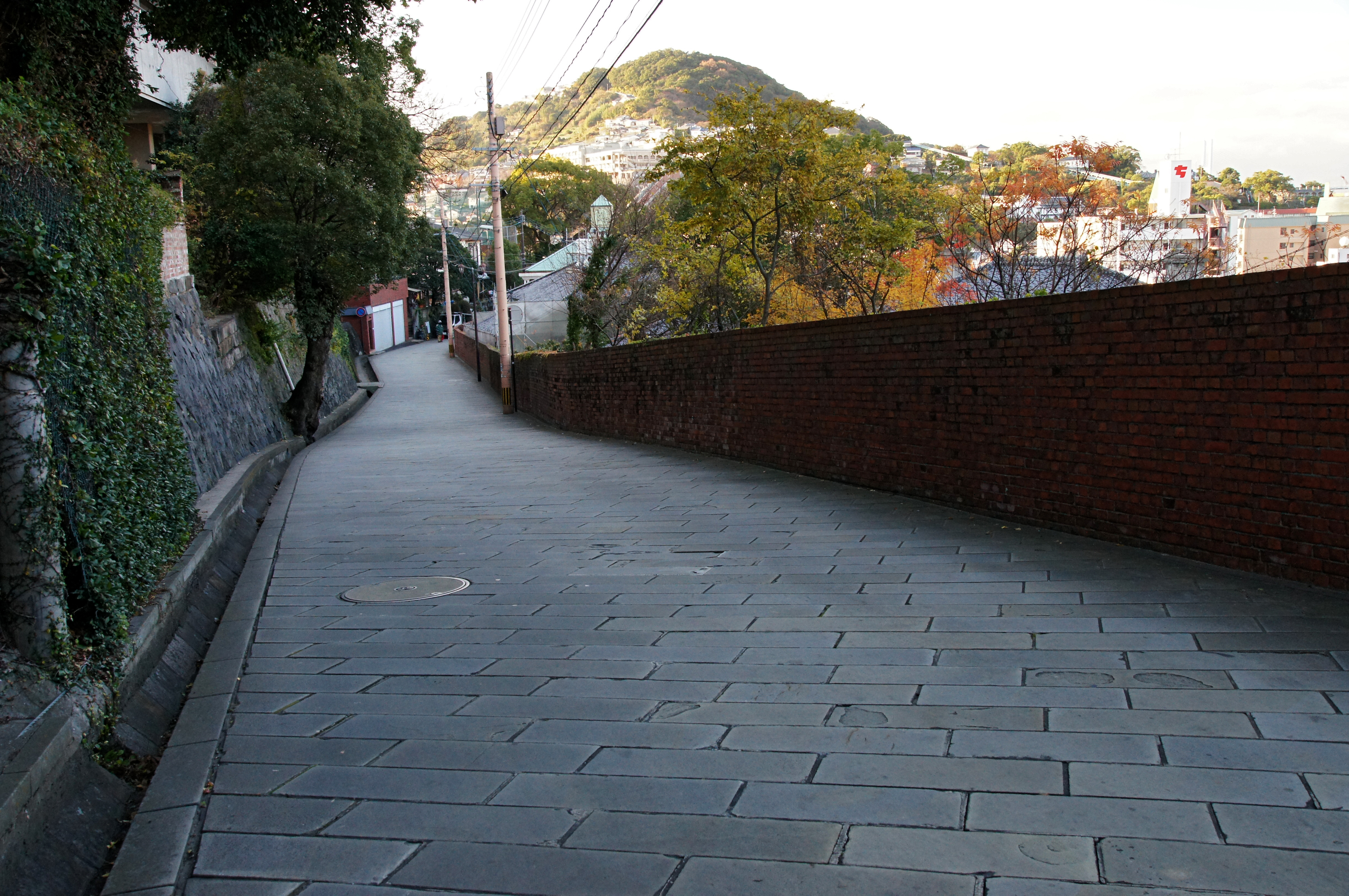
現在の長崎・東山手（英国聖公会会堂跡・C.M.ウィリアムズ宣教師館跡付近）

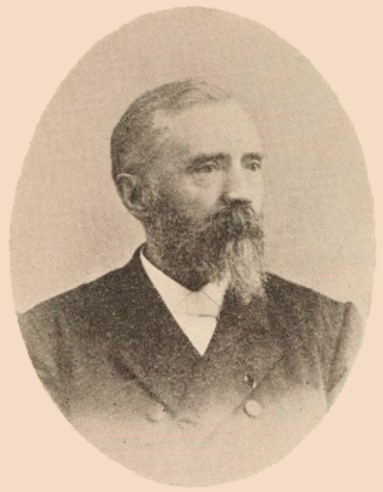
ジョン・リギンズ

日米修好通商条約が調印され、日本が開国する状況下、米国聖公会の遣清宣教師であるエドワード・サイルと米国総領事タウンゼント・ハリス（米国聖公会信徒）から日本への宣教勧告と情報を得た米国聖公会が、日本での伝道、学校開設、医療活動を目的とする日本ミッションの開設を決定する。この決定を受けて、中国で活動するウィリアムズとリギンズが日本に派遣されることとなった。リギンズがマラリアの療養を兼ねて、ウィリアムズより早く1859年5月2日に長崎に来日し、翌月25日（1859年6月25日）、ウィリアムズも米国軍艦ジャーマンタウン号で長崎に来日した。ウィリアムズは、同じく遣清宣教師エドワード・サイルの家族の病気のため、サイルは短い旅行を楽しむ必要があり、彼が不在のため出発できず、日本行きが遅れたのであった。
リギンズが来日する数日前の1859年4月下旬には、初代米国総領事タウンゼント・ハリスが長崎を訪問し、5月初めにハリスは、アメリカ人商人の一人でニューヨーク出身の実業家ジョン・G・ウォルシュ（ウォルシュ兄弟の2番目の弟）を長崎の米国領事に選任。ウォルシュは最初の長崎米国領事館を広馬場の日本人居住区に設立した。こうして、リギンズとウィリアムズの来日に際して、聖公会の信徒で日本への米国聖公会の学校設立の勧告とサポートを行ってきたハリスも同時に長崎を訪れ、長崎でもアメリカの活動拠点の構築と整備を進め、日本とアメリカとの外交基盤を整えていた。

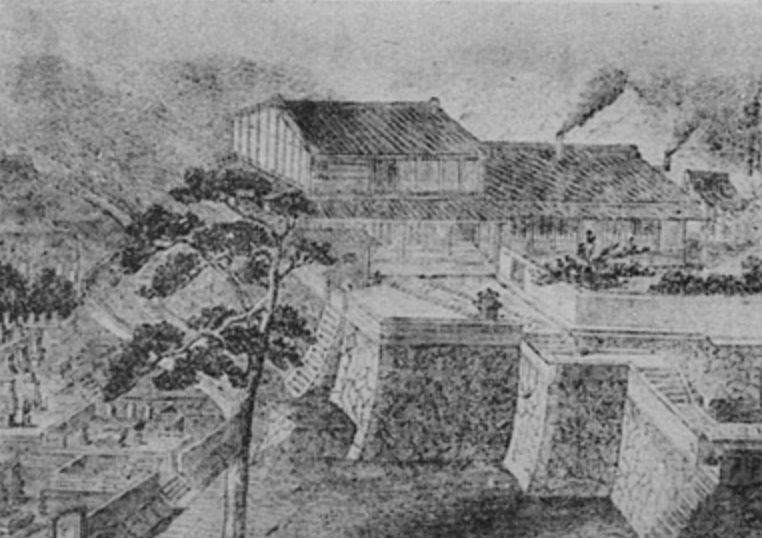
立教大学の源流の私塾が置かれたリギンズ、ウィリアムズ両長老の長崎時代の住居図（崇福寺広徳院、1859年）

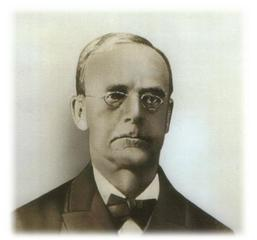
グイド・フルベッキ

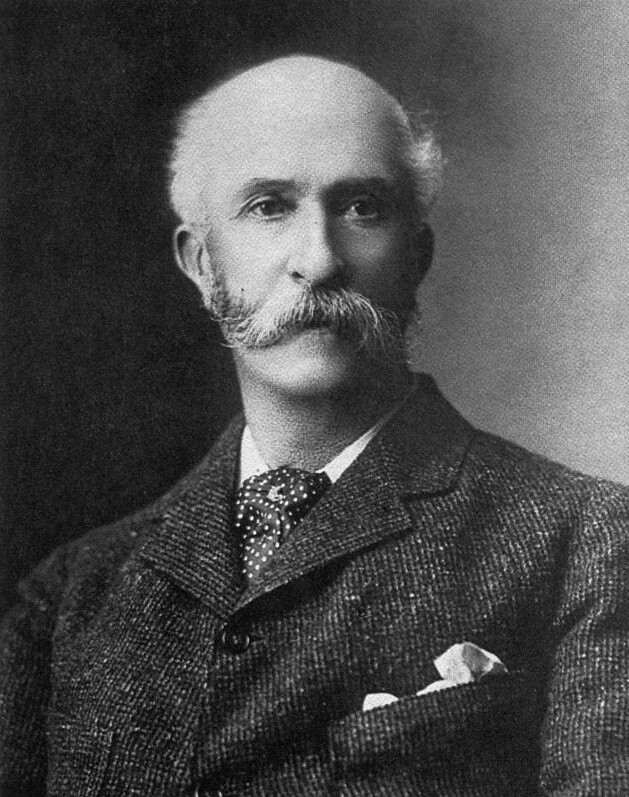
トーマス・グラバー

来日したリギンズは、江戸幕府の長崎奉行・岡部長常からは美しい場所に建つ3部屋ある家（崇福寺境内の広徳院）が提供され、ハリスの支援のもと奉行の要請から私塾を開設し、早速8人の長崎通詞たちに教師として英学を教えた。長崎奉行の対応や配慮には、前年に長崎で一時滞在したサイルの準備工作も効いていた。この崇福寺は、1629年（寛永6年）に創建された中国様式として日本最古の寺院であるが、長崎への来日前に中国上海で3年間過ごしてきたリギンズとウィリアムズにとって、生活のしやすさやセキュリティ面に加えて、中国語と漢字を修得していた両名にとって好都合でもあった。ウィリアムズはリギンズとともに崇福寺境内の広徳院に滞在し、私塾で英学を教えた。この塾は日本におけるミッションスクールの起りであり、立教大学及び立教学院の濫觴であった。最初の8人の生徒の中には、唐通詞の英語教育の率先者で吉田松陰も学んだ鄭幹輔（昌平坂学問所《東京大学の源流》教授）、後に岩倉使節団の一員となり大阪洋学校（現・京都大学）創設者の何礼之と幕府の済美館学頭を務める平井希昌（義十郎）がいた。リギンズとウィリアムズは、私邸（崇福寺広徳院）や長崎大浦の妙行寺に置かれた英国領事館を使って外国人のための礼拝も開始し、1859年9月に来日した聖公会信徒のトーマス・グラバーも礼拝に参加した。
1859年11月には、グイド・フルベッキが来日し、リギンズとウィリアムズに迎えられ崇福寺に同居した。リギンズは英語教育や外国書籍の頒布に加え、日本の嚆矢となる英学会話書である『英和日用句集』を執筆するなど積極的に活動するが、体調は回復せず、1860年2月にアメリカへ帰国したため、米国聖公会としてはウィリアムズのみ日本にとどまり活動することとなる。シーボルトと交流し、1860年7月に出島からシーボルトへ書簡を送っている。1860年8月には米国聖公会宣教医Ｈ.Ｅ. シュミットも来日し、長崎に診療所と私塾を開設する。シュミットは医療活動の傍ら、地元の医師に西洋医学と英語を教えた。1861年7月には、ウィリアムズとシュミットは整備された東山手居留地に居を移した。ウィリアムズは東山手居留地の五番館に住んだ。シュミットの住む四番館に隣接する三番館にはフルベッキが居住した。シュミットの高度な医療は評判となるが、シュミットもまた疲労から体調を崩し、1861年11月に日本を離れた。ウィリアムズはシュミットの帰国を残念に思い、その後も米国聖公会へ医療活動の重要性を訴えている。このことは、後に米国聖公会が設立した聖バルナバ病院や聖路加国際病院、立教大学への医学部開設の動きにも繋がっている。ウィリアムズは長崎の漢方医、笠戸順節とも交流している。
ウィリアムズが来日した直後、日本ではキリスト教が禁止されていたが、ハリスが日米修好通商条約に加えた第8条によって、本国人の宗教の自由と居留地内での教会設置が認められ、教育・医療活動と在日外国人のための礼拝は許可されており、長崎奉行から要請もあり、ウィリアムズも私塾や幕府の洋学所などで英学を教えた。長崎奉行・岡部長常によって1858年（安政5年7月）創設された『長崎英語伝習所』（後の英語稽古所、洋学所）は日本初の系統的な英語教育機関とされ、開国当初、日本人へのキリスト教布教が許されていなかった外国人宣教師達の良き就職場所となり、ウィリアムズやフルベッキが英語教師を務めた。当時、教養のある日本人なら中国語の作品は誰でも理解でき、既に英語を読み、話す日本人も多くいたが、これから英語を学び欧米の知識を得たいという人々は膨大にいた。リギンズが頒布したアメリカ合衆国の独立宣言、歴史、地理、政治、文化、行政、教育等が具体的に書かれた『聯邦志略』を始めとする漢訳の歴史地理書や医学・科学書は、多くの志士に影響を与え、リギンズが出版した英和対象語集は日本の英語教育に多大な貢献をしている。ウィリアムズもリギンズと同じく漢訳の歴史地理書や医学・科学書を日本人に頒布した形跡が認められている。
また、ウィリアムズはいつかキリスト教が解禁されるときのためにも、熱心に日本語を勉強し、また聖書や聖歌、祈祷書を日本語に翻訳していたが、来日後、短期間で日本人から日本の宗教、文化、生活習慣、時事情報を吸収し、日本語も習得して、来日から2年半で主祷文、使徒信教、十戒の三要文を翻訳している。ウィリアムズは仏教についての研究も行っており、ウィリアムズが記した研究ノートや仏教図が残されている。
| *(左): 高杉晋作 *(中央): 大隈重信 *(右): 前島密    |  | *(左): 高杉晋作 *(中央): 大隈重信 *(右): 前島密 |  | *(左): 高杉晋作 *(中央): 大隈重信 *(右): 前島密 |
| - (左): 高杉晋作 - (中央): 大隈重信 - (右): 前島密 |  |                                                 |  |                                                 |

1862年10月にはウィリアムズは、ジョージ・スミス主教の寄金と居留外国人の献金によって長崎・東山手居留地内（東山手11番地）に完成した英国聖公会会堂（日本で最初のプロテスタントの教会）の初代チャプレンとなる。（2代目チャプレンはフルベッキ。）この時期、ウィリアムズのもとを高杉晋作が訪れ、高杉に国際情勢や民主制度を教授し、のちの奇兵隊結成へと繋がった。また、ウィリアムズは大隈重信、副島種臣、前島密らに英語や数学などの英学を教えた。大隈はウィリアムズ、並びにフルベッキ等の元で、講義の聴講や英書の質問をするなど英学を学んだが、キリスト教の事も研究しようと思い、当時の日本ではキリスト教は厳禁であったが、学問上の理論や原理として、研究するのはいささかも問題がないと信じて、副島種臣とともに約1年半の間、研究を行った。大隈はその後、駆け出しの外交官として浦上四番崩れについてのイギリス公使パークスとの交渉を成功させ、新政府内で頭角を現し、その後政治家として大成していく契機となったが、これはウィリアムズとフルベッキから、一通りキリスト教の教義を学び会得していたことによる成果であった。前島はウィリアムズから郵便制度も学ぶが、これが後に日本の近代的郵便制度の基礎確立に繋がることとなった。漢字廃止論もウィリアムズから示唆を受けたものである。
ウィリアムズとフルベッキは盟友となり、フルベッキの子供たちはウィリアムズより洗礼、堅信を受け聖公会員となった。ウィリアムズはのちに立教大学を創設するが、早稲田大学の建学者たち（建学の祖フルベッキ、早稲田大学創設者の大隈重信、校長となる前島密、致遠館督学の副島種臣）にも大きな影響を与えた。また、ウィリアムズはのちに早稲田大学（当時、東京専門学校）で教鞭をとった儒学者の谷口藍田とも交流し、藍田に英語や海外事情を教え、藍田からは和漢の学について教えを受けた。1863年には、肥後藩士で坂本龍馬と肥後藩を薩長同盟に参加させようと画策した荘村助右衛門（荘村省三）もウィリアムズの下で学んだ。後述のとおり1866年に、荘村はウィリアムズから日本人として最初の洗礼を受けている。この頃の長崎では龍馬や荘村をはじめとする幕末の志士たちが多く活動した。ウィリアムズ、フルベッキが当初暮らした崇福寺と志士たちも利用した料亭花月のある丸山、志士たちのスポンサーであったとされる大浦慶の邸宅、ウィリアムズ、フルベッキがその後暮らした東山手居留地、志士たちに艦艇や銃器を提供販売し、亀山社中とも取引を行ったトーマス・グラバーのグラバー商会やグラバー邸は、程近くにあり、海外の情報を得て学びたい志士たちと、外国人たちのコミュニティが出来上がっていた。大浦慶と手を組み製茶貿易で成功し、土佐藩が頼りにしたウィリアム・オルトが経営するオルト商会やオルトの邸宅も近くにあった。東山手居留地の英国聖公会会堂は、長崎に駐在する欧米の外国人たちが集い礼拝する場所であった。教会管理人の一人をグラバーが務めた。日本のその後の動きを決める、話し合いがこの長崎のコミュニティでなされたと言ってよい。またウィリアムズを訪れる日本人の将校は、公式な訪問を避けるために、夜間に訪れるなど、秘密裏に情報交換をしていた。1864年4月にはウィリアムズとフルベッキの2名による「日本の当局に抑圧された日本の”浪人”や長州藩の下関戦争」の内容を含むレターを米国聖公会海外伝道委員会が機関紙に取り上げている。
また1863年（文久3年）には、本願寺の命令によりキリスト教を学びに長崎へ赴いた原口針水のような破邪学の僧侶（破邪僧）や密偵がウィリアムズとフルベッキの私塾へ通ってキリスト教の教義を学んだ。

### 英国国教会との伝道協力
ウィリアムズは日本に着任後、同じ聖公会として、英国国教会に伝道協力を求めていた。また長崎在任中の1861年4月には、アメリカ南北戦争が開戦し、アメリカ本国からの援助が途絶える状況もあった。1860年4月7日には、英国国教会（英国聖公会）のジョージ・スミス主教が長崎に来日し、同年5月15日までの滞在期間中、ウィリアムズの住む崇福寺に滞在した。翌年10月26日にジョージ・スミス主教の寄金と居留外国人の献金によって、上述のとおり、英国聖公会会堂が設立され、ウィリアムズは英国国教会の教会チャプレンを務め、同じ聖公会として日本での連携活動を行った。
ウィリアムズの要請により、1869年1月になって、英国聖公会宣教協会(CMS)の宣教師ジョージ・エンソルがCMS最初の日本宣教師として長崎に来日した。エンソルは東山手居留地五番のウィリアムズ宣教師館を譲り受けている。

### 荘村助右衛門への授洗
1866年（慶應2年）2月、上海経由で米国で帰国する前のウィリアムズは、荘村助右衛門へ授洗し、荘村は聖公会として日本初の受洗者となった。

### 一時米国へ帰国
ウィリアム・ブーンが1864年に亡くなってから空席であった中国・日本伝道監督（現在の主教に相当）に、1865年米国聖公会はウィリアムズを指名したが、その按手式を受けるため、1866年3月にウィリアムズは上海経由で帰国する。ただし、実際にその監督職の任命を受けると決めたのはアメリカに到着してからであり、健康上の配慮からの帰国でもあった。帰国のため日本を出発したウィリアムズは、1866年3月24日には上海でアメリカ行きの一番船への乗船を待っていた。帰国した後、熟考の上、1866年10月3日、ウィリアムズは中国・日本伝道主教に任命を受けた。奉職の礼拝はニューヨークのセント・ジョンズ教会で行われた。また、帰国中に合衆国大統領アンドリュー・ジョンソンと国務長官ウィリアム・スワードと面会し、日本の禁教撤廃を米政府に要請した。1867年には、ウィリアムズは米国コロンビア大学より神学博士号を授与された。

### 再び中国、大阪へ

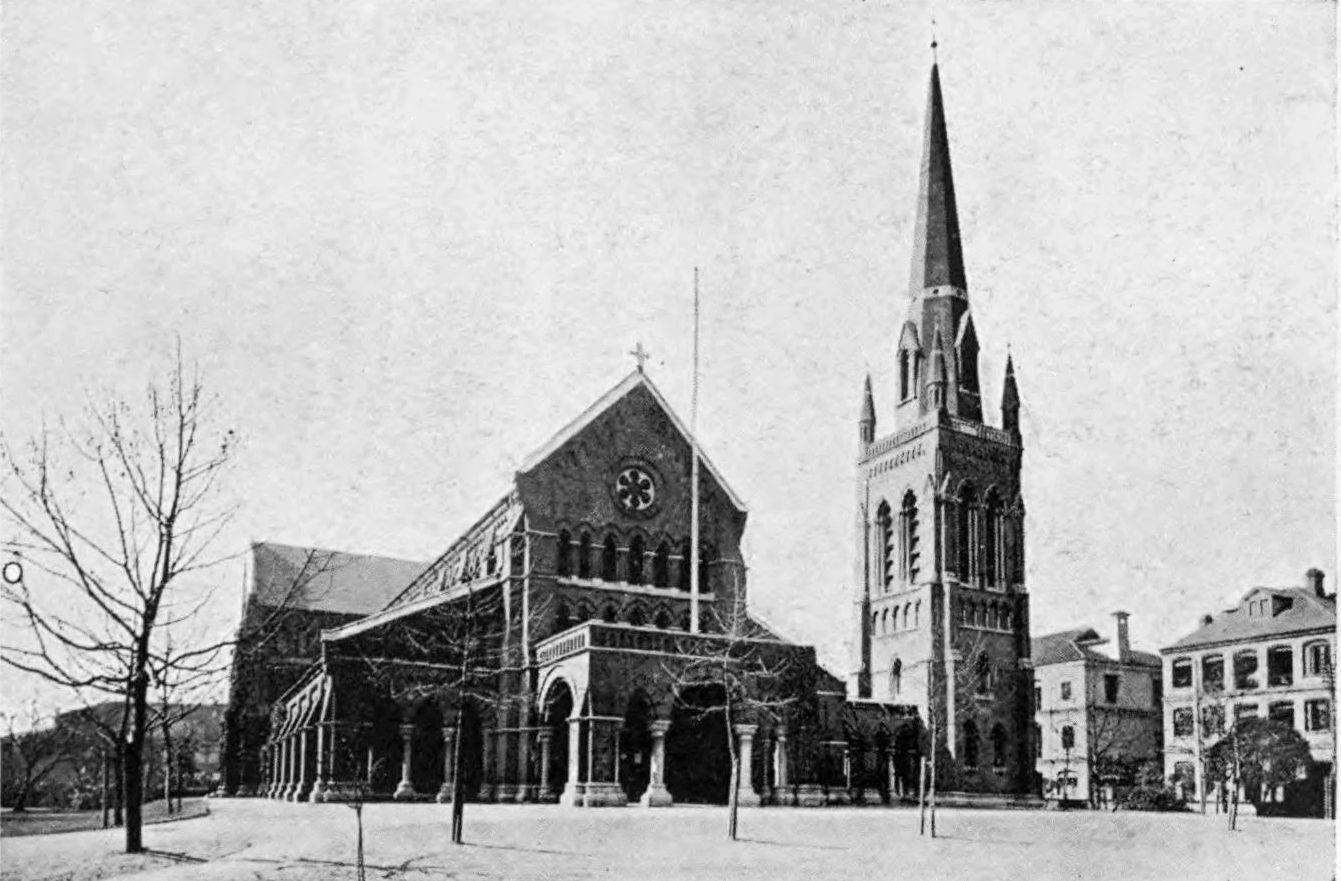
上海聖三一大聖堂（1869年竣工、撮影1908年）尖塔（鐘楼）は1901年に元の塔に追加されたが、文化大革命中に撤去された。しかし、2004年に聖堂が黄浦区政府から両会に返還され、2008年に鐘楼が再建された。

サンフランシスコを出港し横浜を経由して上海に到着したウィリアムズは、休む暇もなく中国各地を視察した。そんなとき、日本で大政奉還が行われたことを聞きつけたため、大阪に居を移すことにし、田口伝吉と共に長崎から大阪に出る。1869年に大阪市の川口・与力町（川口居留地近く）に建物を得、小礼拝堂と英語塾（翌年、英学講義所となる。後の大阪・英和学舎、立教大学のルーツの一つ）を開いた。同年11月には主教座も武昌から大阪に移して、日本布教に主力を注いでいくこととなった。そうした中でも同1869年には、中国・日本伝道主教のウィリアムズのもとで上海聖三一大聖堂が献堂された。この上海聖三一教会の初代チャプレンは、ウィリアムズと長崎時代から親交が深かった英国領事のジョン・F・ラウダーの父・ジョン・ラウダ―（英国上海領事館チャプレン）が務めていた。1880年、後に主教を後任する米国聖公会主教のジョン・マキムが来日し、川口居留地の照暗女学校（現・平安女学院）のチャプレンになる。

### 東京伝道
1872年（明治5年）に、ウィリアムズは東京での視察を行った。翌1873年（明治6年）2月24日に明治政府がキリシタン禁制の高札を撤去すると、 欧米宣教師が公然とそして相次ぎ来日することになった｡英国聖公会福音宣布協会（SPG）では、日本に派遣された最初の宣教師となるアレクサンダー・クロフト・ショーとウィリアム・ライトが、同年9月25日に横浜に来日する。彼らはすぐに東京へ移動し、赤坂・霊南坂の陽泉寺（曹洞宗の寺院／現・アメリカ大使館に隣接）に仮寓し、日本語の学習を始めるとともに、本堂内に礼拝堂を設けた。その後、イギリス公使からの助言を得て三田の慶應義塾の南西隣にある大松寺に滞在して伝道活動を開始する。ショーは福澤諭吉の子供たちの英学を教え、福澤家の家庭教師となり、福澤は自宅の隣にショーのために洋館を建て、ショーは慶應義塾の教授を務めた。1874年（明治7年）4月11日にはショーとライトは、霊南坂の陽泉寺を借りて、在京英人のための礼拝を始めた。この時、ショーとライトの日本語教師を務めたのが旧幕臣の島田弟丸（後の日本聖公会の司祭）であった。

このように、東京ではSPGの活動も始まり、1869年（明治2年）に来日した米国長老教会の宣教師のクリストファー・カロザースらによる伝道活動などが進んでいたが、ウィリアムズを中心とする米国聖公会もアメリカ国内で呼び寄せた宣教師を迎えるため東京に伝道の拠点を移すこととした。SPGの動きと同じく米国聖公会では、1873年（明治6年）9月25日に、ショーとライトと同じ船でチャールズ・H・ニューマンが来日して東京に入り、赤坂の陽泉寺に寓居して在京英米人のための主日礼拝を開始する。同年11月にはクレメント・T・ブランシェとウィリアム・B・クーパーも来日して東京に入り、ニューマンが寓居する陽泉寺に同居し、これに加勢した。ウィリアムズも1873年（明治6年）11月に東京へ居を移した。こうして米国聖公会は、SPGも拠点とする赤坂霊南坂の陽泉寺（現・アメリカ大使館に隣接）を東京初のミッション拠点として東京での伝道開始を準備した。
ウィリアムズは、呼び寄せた宣教師らとともに、1874年（明治7年）2月3日、築地居留地に私塾「立教学校」（のちの立教大学）を開く。大阪・聖テモテ学校（後の大阪・英和学舎）及び初期の立教学校で学んだ河島敬蔵の経歴書によると、立教学校の創設にはエドワード・サイルも関与していたとされる。当初の立教学校では、1876（明治9年）6月の年次報告によるとウィリアム・B・クーパーが歴史・地理を教授したとされ、また立教学校1期生の貫元介によるとチャニング・ウィリアムズから英国史や文明史などを学んでいる。ウィリアムズは、この立教学校を開設した1874年（明治7年）に初代日本伝道専任主教となる。
同じく1874年（明治7年）4月には英国聖公会宣教協会（CMS）ジョン・パイパーが、夫人とフィリップ・ファイソンとともに横浜に来日して、同月には東京に入っており、東京においてSPGを含め米英聖公会の3ミッションの宣教師が混在することとなった。そこで、東京在住の英国人宣教師らは、本国の許可を得て、同系統の米国聖公会の米国人主教のもとで協力関係をとった。
また同年、スコットランド一致長老教会の医療宣教師であるヘンリー・フォールズが来日し、築地にやってくると、ウィリアムズは最初にフォールズを訪問し、たいへん親切にフォールズらを歓迎した。フォールズは手記で、「ウィリアムズ主教は、学識あるキリスト者の慎み深さの典型だ。」とウィリアムズを賞賛している。ウィリアムズは、フォールズに工部大学校教頭（都検、実質的な校長）のヘンリー・ダイアーを紹介し、フォールズは、ダイアーの下で西洋式技術教育を導入し新興する工部大学校を見学した。

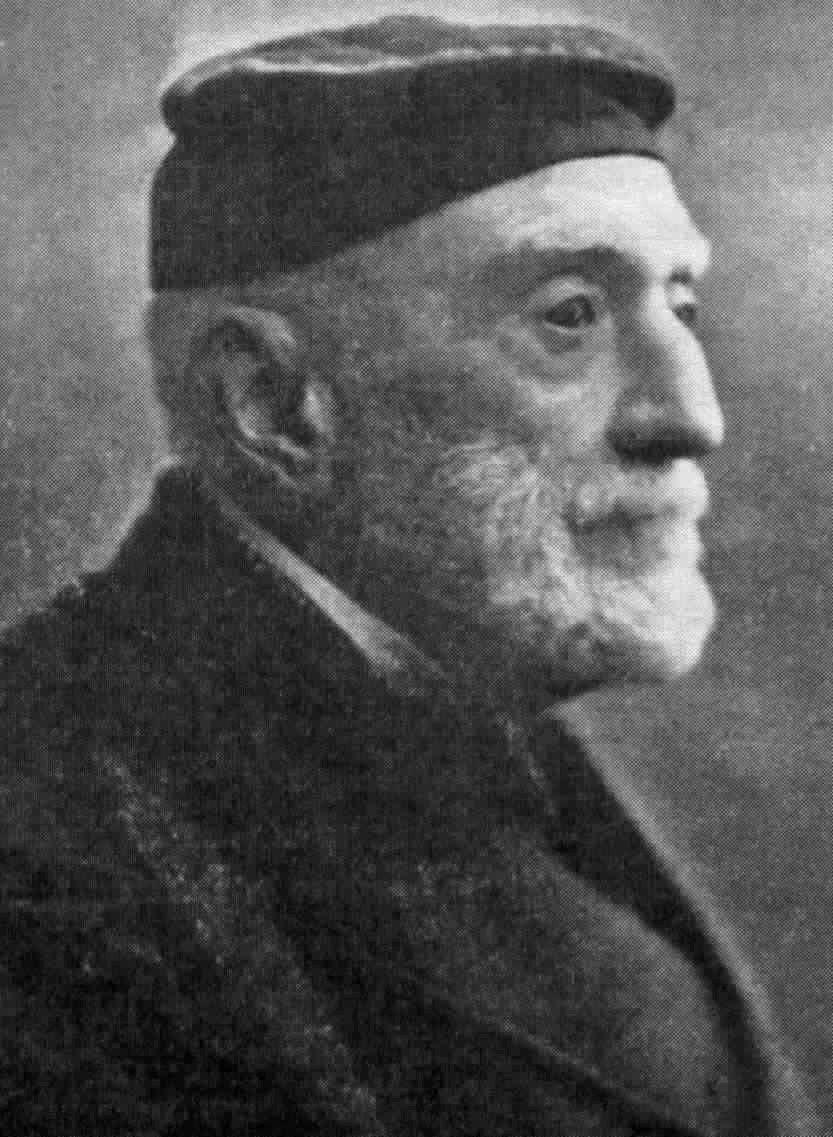
ヘンリー・フォールズ（スコットランド一致長老教会の宣教医師）
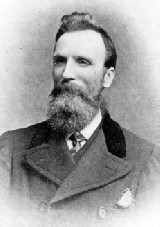
ヘンリー・ダイアー（工部大学校教頭、日本に電話機やフットボールを初めて持ちこんだ人物としても知られる。）

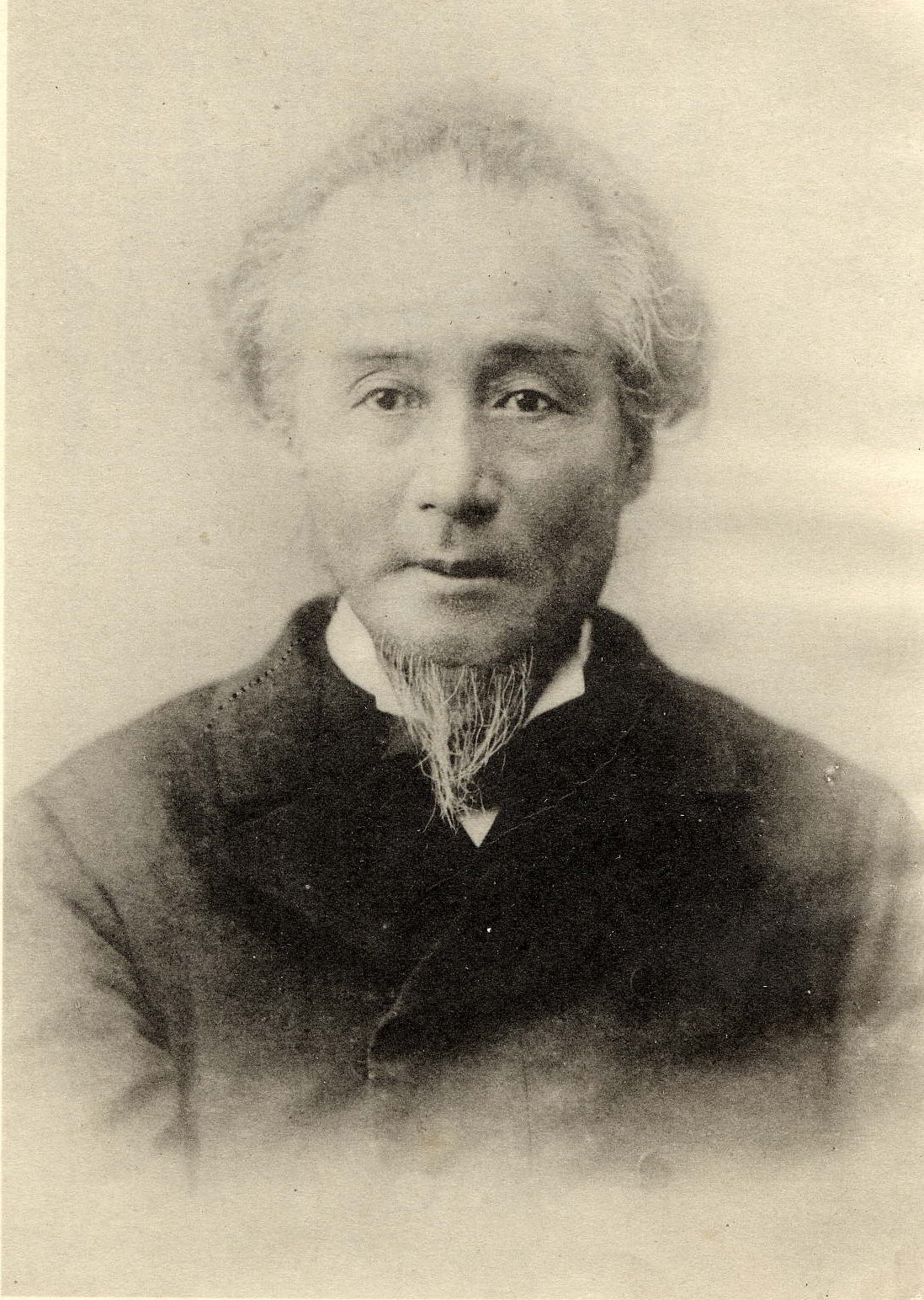
勝海舟

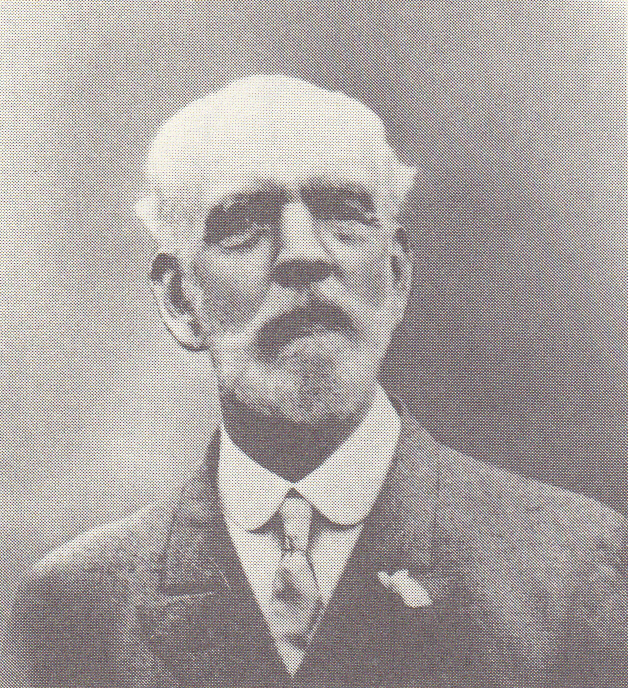
ジェームズ・ガーディナー

同1874年（明治7年）、ウィリアムズは深川西元町に教会堂を建て、翌1875年（明治8年）に献堂式を行うが、これが東京における米国聖公会の最初の会堂で、聖三一教会（深川・聖三一教会）と呼ばれた。

### 火災による拠点の解体と復興
立教学校は、開設されてから1年も経たない1874年（明治7年）12月に、より多くの学生や寄宿生を収容するために入船町へ移転したが、1876年11月29日夜半に起こった大火によって建物や私財が失われてしまい、立教学校は寄宿舎を含めて解体されることとなり、一旦幕を閉じることとなった。
火災から2か月経った1877年（明治10年）1月22日の時点では、宣教師らの住居さえ見つからない状況で、未だ再興の目途は立っていなかったが、ウィリアムズは、住宅と学校と礼拝堂からなるミッションの本部の復興は諦め、礼拝堂だけ日本人名義で独立させて再建することとした。こうして、正規の教会建築の許可を得て、1877年（明治10年）4月29日に深川に聖三一教会（深川大橋三一教会）の教会堂が竣工するが、外観から西洋洋式と分かる教会堂であった。
また、婦人教育を行うことも必要だと考えたウィリアムズは、既に1872年（明治5年）には女学校を設立する構想を提示していたが、1877年（明治10年）6月にクレメント T. ブランシェにより湯島に立教女学校（のちの立教女学院）が設立された。この時、校主として若山儀一（聖公会長崎私塾出身）が設立願書を提出した。同年、米国聖公会から派遣されたフローレンス・ピットマンが来日し、立教女学校の校長となりブランシェ夫人を支えた。1877年（明治10年）10月に、ウィリアムズは東京・入船町の邸内に「東京三一神学校」（のちの聖公会神学院）を開設。同じ1877年10月には、クレメント・T・ブランシェとウィリアム・B・クーパーによって神田基督教会が設立され、ウィリアムズが臨席のもとで献堂式を迎えた。
同じ頃、アメリカ人教育者で商法講義所（現・一橋大学）で簿記を教えていたウィリアム・コグスウェル・ホイットニーが、勝海舟の邸宅内にホイットニー・バイブル塾を開設すると、ウィリアムズとクレメント T. ブランシェはそこに出入りし、勝海舟を始め勝家の人々や、ボアソナード（フランス法学者）と娘のルイーズ、ホイットニーと娘のクララ・ホイットニー、石井筆子（後の滝乃川学園第2代学園長、静修女学校校長）と親交を深めた。
遡ること、1872年（明治5年）9月20日から25日にかけて、第一回プロテスタント宣教師会議が横浜にて開催される。日本では当時米国聖公会の宣教師のほかにもイングランド国教会の宣教師がそれぞれの教会の監督の下活動しており、両者が連携して活動すべきであると考えられたからである。この会議により、同一の日本語祈祷書を用いることや神学校を設立することが決定していたことから、ウィリアムズが家塾のかたちで始めた前述の東京三一神学校を母体として、1878年（明治11年）10月に、ウィリアムズを校長に新たな「東京三一神学校」が設立された。米国聖公会からはウィリアムズが校長として、新約学を担当したほか、クレメント T. ブランシェが教会史、W.B. クーパーが組織神学、ジェームズ H. クインビーが旧約学および倫理神学を教え、SPGからはアレクサンダー・クロフト・ショーが証拠論、W.B. ライトが祈祷書を担当した。同年、ビクトリア主教（日本でイングランド国教会の宣教を担当する主教）が不在の間、ウィリアムズ主教は彼の代わりに行動するように要請され、パームサンデーに東京のアレクサンダー・クロフト・ショー牧師の礼拝堂で32人に堅信を授けた。
東京拠点の火災から2年経った1878年（明治11年）11月1日に、大阪から東京へ転任したジェームズ・クインビーが青少年の私塾（通学制）を開設し、立教学校は復興へと踏み出す。1879年（明治12年）9月に開校願いが届け出制に改正される自由「教育令」の内示を受けて、同年6月27日に東京府知事に「私学開業願い」を提出し、立教学校が再び開校された。しかし、クインビーとともに教師を務めた横山錦柵が病気で実働できず、クインビーも病気で帰国するが、入れ替わるようにジェームズ・ガーディナーが1880年（明治13年）10月に来日した。

### 立教大学校の開設と聖三一大聖堂（立教教会）
1880年（明治13年）10月には、立教学校は来日したばかりのジェームズ・ガーディナーを校長に迎え、新校舎の建造を進め、1883年（明治16年）に米国式カレッジである立教大学校を開設する。立教大学校で学んだ岩佐琢蔵（立教大学教授）によると、「ウィリアムズは、学校内の一室に貧しい独身生活をしており、学校の事を直接に何もしていなかったが、その感化は異常なもので、学生全般の精神的生命の源泉であった。そのため、学校内は宗教的気分が実に濃厚であったと考えられる。」と伝えている。
立教大学校の新校舎には、東京三一神学校（のちの聖公会神学院）も移転して大学校と併設されたが、立教大学校と東京三一神学校の学生および築地を中心とする周辺の信徒、求道者が当初は教室で、翌1884年（明治17年）からは講堂で「立教教会」（立教会堂）の名称の集会を開いた。
1886年（明治19年）にウィリアムズは石井筆子（当時、小鹿島筆子）と娘の幸子の洗礼を授け、筆子の教母はクレメント T. ブランシェ、幸子の教母は津田梅子（津田塾大学創設者、聖公会信徒）であった。
1889年（明治22年）12月には、立教大学校（築地居留地37番）に主教館（築地居留地38番）を挟んで隣接する築地居留地39番に聖三一大聖堂が竣工し、立教教会（立教会堂）を始めとする築地の各集会所の会衆と、深川の聖三一教会から2つに分かれた1つの会衆が合併して、新たな聖三一教会（現在の東京聖三一教会）が発足し、従前どおり、立教教会と呼ばれた。深川にとどまった会派は、真光教会（現在は町田市にある）と呼ばれた。

### 日本聖公会設立後
第一回プロテスタント宣教師会議以来協力関係にあった英国聖公会と米国聖公会が合同で日本聖公会を設立する。組織設立には米国聖公会のウィリアムズと英国聖公会のエドワード・ビカステスが主導的な役割を果たし、1887年2月11日に最初の総会を開催した。ウィリアムズは旧約聖書の日本語翻訳にも取り組み、1888年2月3日にプロテスタント各派の宣教師たちにより開催された明治元訳聖書の旧約聖書翻訳完成祝賀会では、米国長老派教会のジェームズ・ヘボンが司会を務める中、会の冒頭でウィリアムズは詩篇19篇の朗読を行った。会ではヘボンとフルベッキにより翻訳の沿革が語られた。1889年にはウィリアムズが日本伝道主教を辞任し、ジョン・マキムが主教を後任した。1890年11月1日には、ウィリアムズの要請により医師で聖公会信徒の長田重雄が京橋区船松町13番地に「愛恵病院」（英語名：Tokyo Dispensary）を設立する。この病院は「築地病院」（英語名：St. Luke＇s Hospital）と改称されたのち、ルドルフ・トイスラーが1901年2月21日に設立する「聖路加病院」となった。ウィリアムズは1893年12月にアメリカへ帰国した。

### 大日本帝国憲法発布祝賀夜会
1889年（明治22年）3月11日に、大日本帝国憲法発布（1889年2月11日公布）の祝賀夜会が、渋沢栄一らが発起人となり、鹿鳴館において開催され、閣僚、皇族、華族、外国人280名を合わせた内外名士ら約1200名が参集したが、ウィリアムズもプロテスタントの長として招待された。ジェームズ・ガーディナー夫妻も招待されている。

### 晩年

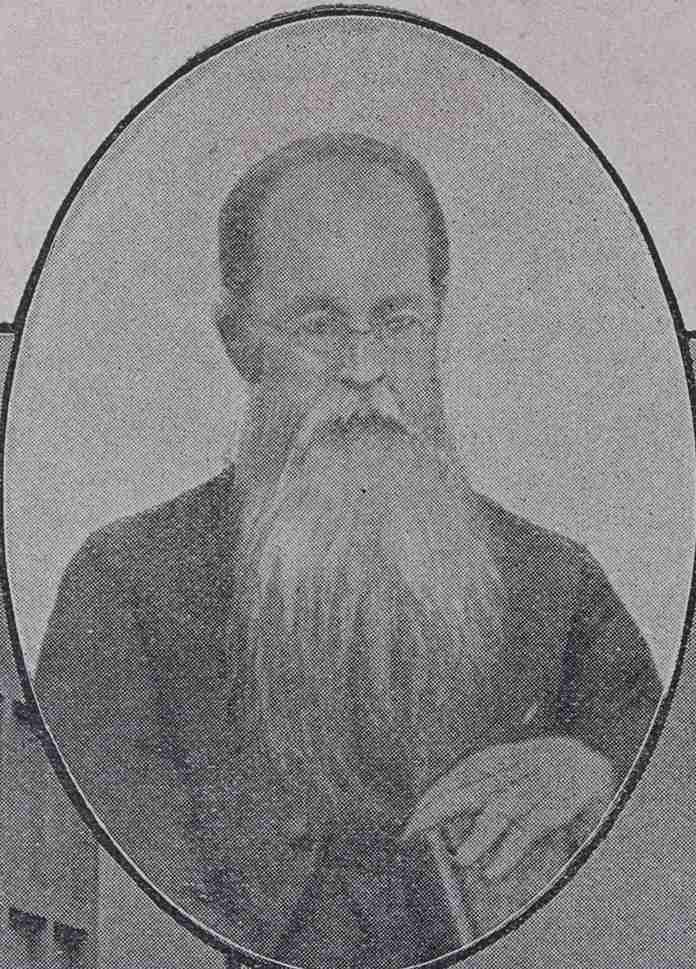
ウィリアムズの肖像（写真彫刻銅版、1895年）
雑誌『太陽』第1巻第7号に掲載

1895年（明治28年）に再び来日したウィリアムズは、京都に住まいを得、京都聖ヨハネ教会など3つの教会を管理した。京都では、後に岸和田聖保羅教会で牧師を務めた菅寅吉の一家と一時期生活を共にし、寅吉の3人の子供たちは、洗礼名として長男の菅円吉（後の立教大学文学部長、キリスト教学科創設者）から順にウィリアムズ、チャニング、ムーアとそれぞれウィリアムズの名前が名づけられ、ウィリアムズも子供たちを可愛がり、その後も一家と深く親交した。また京都ではウィリアムズには、友（tomo）という名前のコック（調理人）がおり、ウィリアムズが岸和田へ鉄道を利用して訪問するときなど、友さんのつくった弁当やサンドイッチを持参し、菅円吉は、ウィリアムズからサンドイッチの半分を分けてもらったことがあるという。
1895年（明治28年）に大阪市川口居留地の照暗女学校を京都市に移転して、校名を「平安女学院」に変更し開校する。その頃になると、目が見えなくなったり、また自分の行こうとしていた場所を失念したりするなど、老衰が顕著にみられるようになってきた。
1896年（明治29年）9月、ウイリアムズは新井和臣伝道師を福井に派遣し、日本聖公会における福井での伝道が開始される。同年、福井市宝永中町に講義所（現・福井聖三一教会）が設置される。
その後、ウィリアムズはジェームズ・ガーディナーに依頼してアメリカへ帰国する手続きをしてもらい、1908年4月30日に、横浜出帆の「サイベリア号」に乗船して米国へ向けて出航した。この時、リッチモンドまでガーディナーに付き添われながら帰国した。
1909年にはウィリアムズの病状が悪化したため入院する。入院中は日本語を話して看護婦を困らせたとされる。1910年12月2日、ウィリアムズは逝去した。
以下の墓碑に記されている「道を伝えて己を伝えず」という言葉の通り、ウィリアムズは自分について知られることを嫌っていて、日本から帰国する際に自分に関する資料を燃やしてしまったほどだという。

### 墓碑
バージニア州リッチモンドのハリウッド墓地（Hollywood Cemetery）にある彼の墓碑には、次の文字が刻まれている。

「IN LOVING MEMORY OF THE RIGHT REVEREND CHANNING MOORE WILLIAMS, D.D. WHO CONSECRATED HIS LIFE TO JAPANESE PEOPLE AS MISSIONARY AND BISHOP FROM JULY 1859 TO APRIL 1908. THIS TABLET IS ERECTED BY JAPANESE CHRISTIANS. 
創業ノ難󠄀ヲ拜シ堅忍󠄁能ク日本聖󠄁公󠄁會ノ基ヲ奠ム嗚呼我ガ老監督ウイリアムス美哉日本在任五十年道󠄁ヲ傳ヘテ己ヲ傳ヘズ一朝󠄁飄然トシテ去リ老骨ヲ故山ニ埋ム溫容彷髴追󠄁憶日ニ新ナルモノアリ茲ニ碑ヲ老師就眠ノ地ニ建󠄁テ日夕愛慕ノ意󠄁ヲ表ス 大正二年七月󠄁 日本聖󠄁公󠄁會 有志者󠄁」

## 逸話
- 『ミカドズ・エンパイア』の著書グリフィスは、グイド・フルベッキ、ジェームズ・ヘボン、サミュエル・ブラウン、チャニング・ウィリアムズの四人の宣教師こそ、アメリカが日本に贈った最高のプレゼントであると評して、前者三名の伝記を著した。だが、ウィリアムズの伝記だけは実現しなかった。ウィリアムズがそれを許可しなかったからである。遺言状で自らの書簡や説教メモなどの出版を厳禁、最後の離日前にそれらのほとんどを焼却、他界後1年後には墓の行方が一時不明になるなど、死後においても隠れた謙虚な人であった[125]。

- ウィリアムズの幼少期、ある暴風雪の日曜日に、外に出ることは不可能だと考えたウィリアムズの母、メリーが自宅の中で礼拝を行おうと準備をしていると、窓の外に当時ウィリアムズらの教区の主教であったリチャード・チャニング・ムーアが教会へ向かって歩いている姿が見えた。これに感激したメリーは、直ちにムーア主教を追って幼いウィリアムズらとともに教会へ急いだという[126][127][128]。

- 日本でキリスト教が禁止されていたある日、ウィリアムズの元に客が来た。客が来ることは珍しいため、ウィリアムズは丁重にもてなした。その客は他に誰か人がいないか心配していたため、他に誰もいない旨を伝えると、おもむろにキセルを懐から取り出し、このキセルをキリシタンの魔法で純金のキセルに変えてほしいと言った。ウィリアムズはこれに対し、自分は魔法使いではないと答えると、今度は金持ちの家の蔵に忍び込み金を盗んで逃げる方法を聞いてきた。自分は日本に泥棒の方法を教えるために来たわけではない、とウィリアムズがはっきり断ったため、客は気落ちして帰っていったという[129][130]。

- 神戸から船で横浜へ向かっている際、ウィリアムズがあまりにもみすぼらしい服を着ているところを見た知人の船長が、服は裏返すと新しく見えることをウィリアムズに教えた。ウィリアムズはこれに対して、この服はすでに裏返したあとで、また古くなったのだと答えた[131][132][133]。

- ウィリアムズは上流階級の貴人の招待には一切、応じなかったという。その理由は、着物がないからということであった[134]。

- 1880年（明治13年）4月、50歳のウィリアムズは、プロテスタントの新約聖書翻訳完成式典が催された新栄橋教会の後方座席に座していた。白髪白髭の彼を見たある他派信徒は、「群雀中の白鶴だ、キリスト教の説教は彼一人で事が足りる」と言ったという[125]。

- 当時外務大臣であった井上馨は、ウィリアムズを指して、「あの人は聖人です」と常に評していたと言われる[134]。

- ミッション・スクールにのりこんではキリスト教を論破していたある排耶漢学者が、あるとき立教学校に来校し、ウィリアムズに面すると、彼はあまりの倫理的威圧感におされて何も言えず、立ち去ってしまった。この漢学者はのちにウィリアムズを洋の東西に通ずる高徳を体現する人物であったと評したという[125]。

- 1889年、名出保太郎が東京三一神学校の神学生であった際、名出をはじめとする神学生は自身に割り当てられた寮の屋根裏部屋を不満に思い、ウィリアムズに改善してほしいと伝えると、ウィリアムズは善処すると答えた。明くる日、名出らが神学校に行っている間に、ウィリアムズは用務員とともに自分の部屋と神学生らの部屋の荷物を入れ替えて、部屋を交換した。名出はこれに対して、ウィリアムズに申し訳ないと平謝りしたが、ウィリアムズは自分が部屋を使うのは寝るときだけであり、学生は勉強のためによい部屋を使うべきだと言って、一度決めたことを譲ろうとはしなかった[135][136]。

- 土曜日の最終の汽車を逃した際、日曜日は安息日であるので汽車を使わないと決めていたウィリアムズは、自宅まで歩いて帰った。

- 時間に非常に厳しく、生徒が5分でも遅刻した際は授業を受けさせなかった。

- ウィリアムズが汽車に乗ってくるということで、信者らが駅まで迎えに行った。当時、ウィリアムズのような宣教師は二等車に乗車していたため、二等車の降り口で出てくるのを待ち構えていた。だが、汽車が発車するときになっても二等車から出てくることはなく、ウィリアムズは三等車の降り口から出てきた。信者がウィリアムズに、なぜ三等車を使うのか尋ねたところ、ウィリアムズは「四等車がないものですから」と答えたという[137]。

- 1895年（明治28年）、京都御所に近い東三本木の日本家屋にいたころ、隣近所の日本人がウィリアムズの家政婦に「あれは西洋乞食だろう」とさかんに揶揄していた。けれども、同年発行の雑誌『太陽』の偉人特集に掲載されたウィリアムズをみて、あわてて家政婦のところに、これまでの非礼を謝りにきている[125]。

- 京都北部の漁港宮津で汽船の待合所に座っていたウィリアムズを、事務員は乞食と思い隅に追いやったところ、素直に指示に従っていたウィリアムズのところに、次々と来訪する土地の名士の歓迎ぶりをみて、係員は恥じいってしまった[125]。

- 北関東の寄居町へウィリアムズの巡回時、荒川の渡船場で年老いた船頭が「いま、ここを神様のような方が通られました」と後続の日本人信徒にいったという[125]。

- 非常な倹約家で、当時の米国聖公会主教の月々の俸給は 400 円（現在の価値で約 150 万円）だったが、彼の生活費は 15 円（同約 6 万円）程度だったといわれている。このようにして貯めたお金は、教会の建築に多額を費やすなどして使っている（築地の聖三一大会堂、京都の聖ヨハネ教会は、ほとんどがウィリアムズの私費によって建てられたとされる）。また、路傍の困窮者へお金を与えることもあったが、その際も彼はこれみよがしに金を差し出したりはせずに、「汝の右手のなすことを左手をして知らしむるなかれ」の教え通り、困窮者のもとに近寄り、袖の下から落とすようにしてこっそりと金を差し出すのが常であった。

- 雇っていたコックが買い出しの際に値の張るものを買ってくると、それを返してより安いものへと交換しに行かせた。耐えかねたコックが「もうあなたのコックは務まりません。」と退職を申し出た際、ウィリアムズは「そうですか。それは残念です。これはあなたが今まで貯めたお金です。」と言って、彼が食べ物を返品した際の差額を貯蓄していたものを差し出した。これに感動したコックは、引き続きウィリアムズのもとで働き続けることとなった。

- 彼のポケットには金平糖が入っており、それをことあるごとに子供たちに配って喜ばせた。この逸話に由来し、現在立教大学にあるウィリアムズ主教の銅像は、金平糖を取り出す際の仕草として片手をポケットに入れた姿になっている。

## ウィリアムズ関連資料
ウィリアムズは、自分がどのような人物であったか知られることを嫌い、自分が書いた日誌などの書類は帰米するときに燃やしてしまった。しかし、ウィリアムズ自身の手による記録類が全く遺されていないというわけでは決してなく、ウィリアムズが他人に宛てた手紙の多くが残されており、それらの手紙を通して、ウィリアムズという人物に触れ、その足跡を辿ることができる。ウィリアムズの書簡が最も多く残されているのは、アメリカテキサス州オースティンにあるアメリカ聖公会の文書館(Archives of Episcopal Church)である。ここには中国（清）に派遣されてから日本に渡って、帰国するまでの約半世紀もの間にウィリアムズが本国に書き送った膨大な手紙類が保管されている。国内においては京都に、日本語や仏教について研究していた際のノートや、ウィリアムズ宛の手紙、蔵書、本人が使ったとされている黒い皮かばんなど、ゆかりの品々が処分をまぬがれて遺されており、現在は、その一部が東京池袋の立教学院展示館において所蔵・展示されている。この他にも、日本人宣教師たちへ送った手紙が、関係者の遺族などの手許で現在まで大切に保管されている。
また、ウィリアムズの手紙が内外に残されているとの情報は、1970年頃にはすでに知られていた。以前に立教学院は、創立100周年を記念してウィリアムズ主教書簡集の出版を企画したが、出版されないままに関係者が次々と世を去り、その後創立125周年を迎えることになった。現在では、ジーン・S・レーマン元立教大学教授と、ウィリアムズに関する著書を2000年頃に出版したビヴァリー・D・タッカーが共同で校訂に尽力して、ウィリアムズ研究の第一人者である大江満氏が解説を加えた『ウィリアムズ主教書簡集』が刊行され、道を伝えて己を伝えなかったウィリアムズの生の声に触れることができるようになった。

## 関連人物
- ジョン・リギンズ - 米国聖公会宣教師。ウィリアムズのバージニア神学校の同級生。長崎に立教大学の源流となる私塾を創設し、ウィリアムズと英学教育を創始した。
- エドワード・サイル - 米国聖公会宣教師。ペリー艦隊の首席通訳官であったサミュエル・ウィリアムズと1858年に長崎に来日し、翌年のリギンズとウィリアムズの来日と学校開設に繋げた。立教学校の創設にも関与した。
- グイド・フルベッキ - ウィリアムズの盟友。早稲田大学建学の祖。
- ハインリッヒ・シュミット - 米国聖公会宣教医。近世日本の布教史における最初の宣教医で診療所、医学塾、英語塾を創設した。
- 谷口藍田 - 儒学者。ウィリアムズとフルベッキは藍田から漢学を学び、藍田に英学を教えた。大隈重信の友。
- ジェームズ・ガーディナー - ウィリアムズの要請で米国聖公会により派遣。立教大学校校長。建築家としても活躍し、立教築地キャンパスや各地の学校、教会などの設計を行った。
- フローレンス・ピットマン - 立教女学校の校長を務め、日本の女子教育の発展に貢献。ガーディナーの妻。
- 高杉晋作 - ウィリアムズから欧米事情を学び、奇兵隊を創設した。
- 大隈重信 - ウィリアムズの教え子で、英学を学び、後に東京専門学校（現・早稲田大学）を創設した。
- 副島種臣 - 大隈とともにウィリアムズの教え子で、英学を学び、後に内務大臣や外務卿（外務大臣）を務めた。
- 前島密 - ウィリアムズの教え子で、前島に英学とともに郵便制度を教授し、後に日本の近代的郵便制度の基礎確立につながる。
- 石井亮一 - 立教大学出身。ウィリアムズの教え子であり、卒業後、立教女学校教諭・教頭を歴任。その後、日本初の知的障害者のための教育施設である滝乃川学園を創立。「日本の知的障害者教育・福祉の父」と呼ばれる。
- 小橋勝之助 - 博愛社（現・社会福祉法人博愛社）創設者。弟・小橋実之助、林歌子らと孤児の養育に尽力した。
- 林歌子 - 教育者。キリスト教の社会事業家。
- ジョン・マキム - ウィリアムズ米国聖公会日本伝道主教の後任
- テオドシウス・ティング - 大阪・聖テモテ学校を再興し、大阪・英和学舎（立教大学の前身の一つ）を設立。立教学校の校長も務めた。

## 記念碑、記念像
- C・M・ウィリアムズ宣教師館跡石碑（長崎）

長崎・東山手外国人居留地のウィリアムズの住居があった場所（現・活水女子大学東山手キャンパス敷地）に石碑と案内板が建てられている。
- 英国聖公会・会堂跡石碑（長崎）

1862年（文久2年）に、長崎東山手居留地に外国人のために建てられた日本初のプロテスタント教会である英国聖公会会堂があった場所（現・海星中学校・高等学校敷地）に建てられている。英国聖公会会堂の初代チャプレンをウィリアムズが務めた。
- ウィリアムズ監督記念碑（京都）

1930年（昭和5年）11月1日に、ウィリアムズの記念碑が京都若王子山上教会墓地に建てられ除幕式が行われた。
- シ・エム・ウイリアムス師旧邸石碑（京都）

ウィリアムズが晩年居住した場所（現・日本聖公会 ウイリアムス神学館敷地内）に建てられている。
- ウィリアムズ主教像（東京）

1967年（昭和42年）5月、立教大学池袋キャンパス内にウィリアムズ主教像が建てられた。主教像の制作は三坂耿一郎。すぐ脇には巻物を拡げた形の碑文台があり、聖句が記されている。
- 大阪の近代教育発祥の地 記念碑（大阪）

ウィリアムズによって立教大学の前身の一つである大阪・英和学舎の元となる学校が設けれた大阪・川口の地に設けられた記念碑。川口基督教会の敷地内に建てられ、2021年11月3日に除幕・祝福式が行われた。